# Баль, Владимир Яковлевич
Владимир Яковлевич Баль (25 июня 1849 — не ранее 1906) — русский морской офицер, вице-адмирал (1906). Начальник штаба Черноморского флота. Командир Бакинского порта, директор маяков и лоции Каспийского моря.

## Биография
Родился 25 июня 1849 года в семье морского офицера, капитана 2-го ранга Якова Максимовича Баля. Старший из трёх братьев Баль.

### Начало службы
15 сентября 1865 года поступил воспитанником в Морской кадетский корпус.
В морской службе с 1866 года. В 1867 и 1868 годах плавал в Балтийском море на судах Морского училища. 20 апреля 1869 года приказом № 65 Баль В. Я. произведен в гардемарины флота 5-м по списку выпуска. В 1869—1872 годах находился в заграничном плавании на клипере «Алмаз». По окончании обязательного практического плавания 17 мая 1871 году был произведен в чин мичмана флота со старшинством от 20 апреля. Служил на кораблях Балтийского флота. В 1872—1873 годах находился в плаваниях в Балтийском море на фрегатах «Князь Пожарский» и «Адмирал Лазарев». 1873—1874 годах — слушатель Технического Гальванического заведения сухопутного ведомства. 31 марта 1874 года был произведен в лейтенанты.
Переведен на Чёрное море. В 1874 году плавал на корвете «Ястреб» и пароходе «Казбек» по Чёрному морю. В 1875—1876 годах на шхуне «Пзезуапе» совершил заграничное плавание. Участник Русско-турецкой войны 1877—1878 годов на Черноморском морском театре. Награждён светло-бронзовой медалью «За Турецкую войну 1877—1878 г.г.» 21 сентября 1879 года окончил курс в минном офицерском классе и зачислен младшим минным офицером 2-го разряда.

### В болгарском военном флоте
23 января 1884 года уволен от службы по домашним обстоятельствам капитан-лейтенантом в Болгарию. В 1884 году ходил по Чёрному морю, рекам Дунаю и Ингулу, командуя болгарским пароходом «Голубчик».

### В Русском императорском флоте
29 апреля 1885 году поступил вновь на русскую службу. 18 апреля 1886 года был произведен в капитаны 2-го ранга и назначен командиром строящегося миноносца «Новороссийск» (после 01.08.1886 года «Новороссийск» был переименован в «Миноносец № 263»). С 1887 года служил старшим офицером на строящихся эскадренных броненосцах ЧФ «Синоп» и «Чесма». В 1890 году находился в плаваниях на броненосцах «Синоп» и канонерской лодке «Уралец» в Чёрном море. В 1891 году командовал транспортом «Пендераклия» в плаваниях по портам Чёрного моря. 1 января 1892 года назначен командиром минного крейсера «Капитан-лейтенант Казарский». В 1892—1895 годах командовал им в ежегодных кампаниях на Чёрном море в составе судов Практической бригады.
На запрос фирмы «Шихау» о качестве корабля капитан 2-го ранга В. Я. Баль в 1894 году докладывал в Морской технический комитет: «На деле корабль обладает дурными морскими качествами, идти против зыби не может, принимает слишком много воды баком и при этом черпает бортами». 15 мая 1895 года назначен командиром мореходной канонерской лодки «Черноморец». 6 декабря 1895 года произведен в капитаны 1-го ранга. В 1895—1896 гг. командовал канонерской лодкой «Черноморец» и исполнял обязанности заведующего миноносцами и их командами 29 Черноморского флотского экипажа.
В 1897—1898 годах плавал командиром крейсера «Память Меркурия» в Чёрном море и командовал 32-м флотским экипажем ЧФ.В 1898—1902 годах командовал эскадренным броненосцем «Синоп» и 31-м флотским экипажем ЧФ. 14 апреля 1902 года был произведен в контр-адмиралы. 9 сентября 1902 года назначен начальником штаба Черноморского флота и портов Чёрного моря.
17 февраля 1903 года отчислен от должности начальника штаба Черноморского флота и портов ЧМ. В 1903 году контр-адмирал В. Я. Баль переведен по службе в Каспийскую военную флотилию и назначен Командиром Бакинского порта и Директором маяков и лоции Каспийского моря. С 21 апреля 1903 года по 16 января 1906 года контр-адмирал В. Я. Баль служил в Баку, исполняя обязанности Директора маяков и лоции Каспийского моря и Командира Бакинского порта.
16 января 1906 года он уволен от службы с производством в вице-адмиралы РИФ. Дальнейшая судьба вице-адмирала Баля и дата смерти не известны.

## Награды
- В 1877 году награждён орденом Св. Станислава 3-й ст.
- Награждён светло-бронзовой медалью «За Турецкую войну 1877—1878 г.г.»
- В 1894 году удостоен ордена Св. Анны 2-й ст.
- В 1889 году награждён орденом Св. Станислава 2-й ст.
- 15 мая 1895 года награждён орденом Св. Владимира 4-й ст. с бантом «за прослужение 25 лет в офицерских чинах»
- В 1896 году награждён серебряной медалью «B память царствования Императора Александра III» и пожалован Греческим «Орденом Спасителя» 3-й ст.
- В 1897 году награждён бронзовой медалью «За труды по первой всеобщей переписи населения».
- В 1899 году награждён серебряной медалью «В память священного коронования 1896 года».
- В декабре 1899 года награждён орденом Св. Владимира 3-й ст.
- В 1901 году был пожалован в кавалеры Большого офицерского креста «Ордена Короны Румынии».
- В 1903 году удостоен Большого офицерского креста Болгарского Ордена «За военные заслуги» 2-й ст.
- В 1903 году удостоен Звезды Большого креста «Ордена Короны Румынии»
- 5 декабря 1904 года награждён орденом Св. Станислава 1-й ст.
- В 1905 году принял к ношению персидский «Орден Льва и Солнца» с красной лентой.

## Семья
- Брат Митрофан (1851 — ?) — контр-адмирал РИФ.
- Брат Михаил (1854—1899) — лейтенант РИФ.